# C/1998 P1 Williams
C/1998 P1 Williams è una cometa non periodica scoperta il 10 agosto 1998 dall'astrofilo australiano Peter Francis Williams.

## Particolarità orbitali
La cometa ha un'orbita retrograda e una piccola MOID con il pianeta Marte che l'ha portata a un incontro ravvicinato e prolungato con questo pianeta tra dicembre 1998 e gennaio 1999.